# Tanjung Kelit
Tanjung Kelit is een bestuurslaag in het regentschap Lingga van de provincie Riau-archipel, Indonesië. Tanjung Kelit telt 1287 inwoners (volkstelling 2010).